# South Bruce Peninsula
South Bruce Peninsula è un comune del Canada, situato nella provincia dell'Ontario, nella contea di Bruce.